# Gosong Telaga Timur
Gosong Telaga Timur is een bestuurslaag in het regentschap Aceh Singkil van de provincie Atjeh, Indonesië. Gosong Telaga Timur telt 1231 inwoners (volkstelling 2010).